# Кюстеліт
Кюстеліт (англ. küstelite) — мінерал, самородне срібло, що вміщає до 10 % золота. За іншими даними 10 % — 30 % золота.
Утворює дрібні бобоподібні зерна. Другорядне золото. Зокрема, зустрічається в Карпатах